# جون مونتاغيو (لاعب كرة قاعدة)
جون مونتاغيو (بالإنجليزية: John Montague)‏ هو لاعب كرة قاعدة أمريكي، ولد في 12 سبتمبر 1947 في نيوبورت نيوز في الولايات المتحدة.

## وصلات خارجية
- جون مونتاغيو على موقع دوري كرة القاعدة الرئيسي (الإنجليزية)
- جون مونتاغيو على موقعبيزبول رفرنس.كوم (الدوري الرئيسي) (الإنجليزية)
- جون مونتاغيو على موقعبيزبول رفرنس.كوم (الدوري الثانوي) (الإنجليزية)